# Lhotka (Žďár nad Sázavou-i járás)
Lhotka település Csehországban, a Žďár nad Sázavou-i járásban. Lhotka Sklené, Žďár nad Sázavou, Radňovice, Počítky, Vysoké, Nové Město na Moravě és Vlachovice településekkel határos. Lakosainak száma 226 fő (2024. január 1.).

## Népesség
A település lakosságának változását az alábbi diagram mutatja:
| Lakosok száma | 341  | 306  | 282  | 266  | 178  | 138  | 227  | 220  | 217  | 226  |
|               | 1869 | 1890 | 1921 | 1950 | 1980 | 2001 | 2017 | 2019 | 2022 | 2024 |